# Años rebeldes
Años rebeldes es una película coproducción de Argentina e Italia filmada en colores dirigida por Rosalía Polizzi, quien se radicó en Italia en 1961, sobre su propio guion escrito en colaboración con Mario Prósperi según el argumento de Rosalía Polizzi que se estrenó en Argentina el 5 de diciembre de 1996 y que tuvo como actores principales a Massimo Dapporto, Leticia Brédice, Inda Ledesma y Esther Goris. Su título alternativo es Anni Rebelli.

## Sinopsis
Una adolescente porteña que en la década de 1950 encuentra su primer amor y sus enfrentamientos con su padre, un sastre siciliano de ideas revolucionarias.

## Reparto
- Massimo Dapporto	...	Francesco Loiacono
- Leticia Brédice	...	Laura
- Inda Ledesma	...	Tía Francesca
- Esther Goris
- Juan Cruz Bordeu
- Alessandra Acciai	...	Dora Dalmonte
- Daniel Tedeschi	...	Animador
- Vera Czemerinski	...	Alumna ejemplar
- Vanina Fabiak
- Jorge García Marino
- Esther Gross	...	Giulietta
- Pablo Patlis	...	Mimi
- Alexis Puig	...	Militar
- Adriana Russo
- Gloria Ugarte
- Iris Alonso

## Premios
Asociación de Cronistas Cinematográficos de la Argentina, 1997
Leticia Brédice: ganadora del Premio Cóndor de Plata a la Mejor Revelación Femenina. 
Golden Goblets, Italia 1994
Alessandra Acciai ganadora del Premio Goblet der Plata a la Mejor Revelación Femenina.

## Comentarios
Fernando Lópe< en La Nación opinó:

«La película anda a la deriva entre imprecisas alusiones a la realidad política, forzadas peroratas  en torno del peronismo y la revolución, personajes sin sustento y sin continuidad y diálogos improbables y mal dichos.»

Manrupe y Portela escriben:

«De climas oscuros, un acertado retrato de una clase social y un momento en la historia argentina…presentada con cierto éxito en festivales internacionales antes de su estreno en Buenos Aires.»